# Jumpertown, Mississippi
Jumpertown là một thành phố thuộc quận Prentiss, tiểu bang Mississippi, Hoa Kỳ. Năm 2010, dân số của thành phố này là 480 người.

## Dân số
- Dân số năm 2000: 406 người.
- Dân số năm 2010: 480 người.